# Peperomia baroni
Peperomia baroni är en pepparväxtart som beskrevs av John Gilbert Baker. Peperomia baroni ingår i släktet peperomior, och familjen pepparväxter. Inga underarter finns listade i Catalogue of Life.